# Harold Smith
Harold Smith (Ontario (California), Estados Unidos, 19 de febrero de 1909-5 de marzo de 1958) fue un clavadista o saltador de trampolín estadounidense especializado en plataforma de 10 metros y trampolín de 3 metros, donde consiguió ser campeón y subcampeón olímpico en 1932, respectivamente.

## Carrera deportiva
En los Juegos Olímpicos de 1932 celebrados en Los Ángeles (Estados Unidos) ganó la medalla de  en los saltos desde la plataforma de 10 metros, con una puntuación de 124 puntos, por delante de sus compatriotas estadounidenses Michael Galitzen y Frank Kurtz; y también ganó la medalla de plata en el trampolín de 3 metros, de nuevo tras Michael Galitzen, y por delante de Richard Degener.